# وینیفرد ادگرتون مریل
وینیفرد ادگرتون مریل (Winifred Edgerton Merrill) (24 سپتامبر ۱۸۶۲ – ۶ سپتامبر ۱۹۵۱)، در ریپون، ویسکانسین متولد شد. وی نخستین زنی بود که از دانشگاه کلمبیا مدرک لیسانس گرفت و نخستین زن آمریکایی بود که در رشته ریاضی دکترای خود را به‌دست‌آورد. دانشگاه کلمبیا در ۱۸۸۶ میلادی درجه علمی دکترا را با امتیاز عالی و با رأی موافق تمامی اعضای هیئت به وی اعطاء نمود، وی قبل از آن یک بار رد شده بود.

## دوران کودکی و تحصیل
وینیفرد هارنگ ادگرتون به تاریخ ۲۴ سپتامبر ۱۸۶۲ در ریپون، ویسکانسین متولد شد. او تنها دختر کلارا و ایمیت ادگرتون بود، کسی که ظاهراً به اندازه کافی توانایی داشت تا برای وی یک رصدخانه بسازد. وی لیسانس خود را در سال ۱۸۸۳ میلادی در رشته بی.ای. (B.A) از کالج ولزلی به‌دست آورده و برای مدتی در مدرسه سیلوانیوس ریید مشغول تدریس شد. وی به اشتیاق خود به ستاره‌شناسی ادامه داده و در ۱۸۸۳ میلادی به‌طور مستقل از داده‌های رصدخانه هاروارد استفاده می‌کرد تا مدار دنباله‌دار پانز-بروکس را محاسبه کند. پس از آن وی از دانشگاه کلمبیا درخواست اجازه کرد تا از تلسکوپ آن‌ها استفاده کند. در ۴ فوریه ۱۸۸۴ اعضای هیئت موافقت کرده و او را یک مورد «استثنائی» عنوان نمودند، در همان حال به او هشدار دادند تا «دانشجویان مرد را اخلال نکند». وی ملزم بود تا به عنوان معاون آزمایش‌گاه برای رئیس رصدخانه کار کند.
وی در دانشگاه کلمبیا به آموزش ریاضی و ستاره‌شناسی پرداخت، در آن زمان دانشگاه کلمبیا یک نهاد کاملاً مردانه بود. استادان وی شامل پروفسور جان کروم ریس، پروفسور جی. هوارد وان امرینج و پروفسور ویلیام گای پک بود. زمانی که وی بار اول برای دریافت مدرک درخواست کرد، از طرف اعضای هیئت رد شد، اما بعداً رئیس دانشگاه فریدریک ای. پی بارنارد به وی مشاوره داد تا به‌طور انفرادی با اعضای هیئت صحبت کند. در جلسه بعدی، مدرک دکترا با درجه عالی و اتفاق آرای اعضا در سال ۱۸۸۶ میلادی از دانشگاه کلمبیا به او اعطاء شد. رساله دکترای وی «انتگرال‌های چندگانه و تفسیر هندسی آن‌ها با هندسه دکارتی، در سه خطی‌ها و سه وجهی‌ها، در مماسی‌ها، در چهارتایی‌ها و در هندسه مدرن؛ تفسیرهای تحلیلی آن‌ها در نظریه معادلات با استفاده از دترمینان‌ها، ثوابت و کوواریان‌ها به عنوان ابزار تحقیق» بود.
وینیفرد ادگرتون در ۱۸۸۶ مدرک دکترای خود را در رشته ریاضی از دانشگاه کلمبیا به‌دست‌آورد، نخستین فارغ‌التحصیل ولزلی که این چنین یک مدرک به‌دست آورده‌است و احتمالاً نخستین زن در کشور که دکترای خود را در ریاضی گرفته‌است. در آن زمان ما از نتیجه تلاش‌های برخی مردان کلمبیا که می‌خواستند کار را برای این دانشجوی نامطلوب سخت بسازند بسیار خوشحال شده و تحت تأثیر قرار گرفتیم. آن‌ها از پروفسور خود خواستند تا سخت‌ترین کتاب‌درسی ممکن را در رشته آن‌ها که میکانیک سماوی بود استفاده کند. کتاب انتخاب شده از واتسون (میکانیک سماوی) بود، کتابی که کلاس خانم هایز، شامل وینیفرد ادگرتون، در ولزلی از آن استفاده می‌کردند.
ماری ویلیامز می‌نویسد که «اعطای این مدرک تحصیلی، برجسته‌ترین رخداد جشن پایان تحصیلی ۱۸۸۶ کلمبیا بود. براساس گزارش‌های روزنامه، زمانی که دیپلم به وی داده شد، دانشجویان خوش لباس که در محوطه دانشگاه بودند برای دو دقیقه کامل به تشویق‌ها و کف زدن‌های خود ادامه دادند».

## حرفه
وینیفرد پس از فارغ‌التحصیلی از کلمبیا برای چندین سال به تدریس ریاضی در نهادهای گوناگون ادامه داد. سمت پروفسور ریاضی در کالج ولزلی برای او پیشنهاد شد، اما وی به دلیل برنامه‌های که برای ازدواج با فریدریک مریل در ۱۸۸۷ داشت، این پیشنهاد را رد کرد. مریل هم که فارغ‌التحصیل کلمبیا بود (۱۸۸۵؛ دکترا، ۱۸۹۰ میلادی) زمین‌شناس ایالات نیویورک گردیده (۱۸۹۹ – ۱۹۰۴ میلادی) و سپس رئیس موزه ایالت نیویورک گماشته شد. آن‌ها چهار فرزند داشتند.
مریل نیز عضو کمیته‌ای بود که برای بنیان‌گذاری کالج بارنارد در ۱۸۸۹ میلادی توسط دانشگاه کلمبیا دادخوای کرد. این کالج به نخستین نهاد سکولار نیویورک مبدل شد که به زنان مدرک هنرهای آزاد اعطاء می‌کرد.
وینیفرد ادگرتون مِریل در ۱۹۰۶ میلادی مدرسه آکسمیر برای دختران را بنیان گذاشته و تا ۱۹۲۸ میلادی هدایت آن را بر عهده داشت، پس از آن وی مدرسه را در آنجا بسته نموده و به شهر نیویورک منتقل کرد.
این مدرسه در ابتدا در نیو روشل بود، اما بعداً وی آن را به ملک خود در مامارونیک در لانگ آیلند سوند انتقال داد. وی نمایندگی آن مدرسه را به‌نام آکسمیر برون‌مرزی در ۱۹۱۲ میلادی در پاریس باز کرد. وی همچنین در راستای تأمین مالی تیم آمریکایی که در نخستین مسابقه بین‌المللی دو و میدانی زنان که در ۱۹۲۲ میلادی در پاریس برگزار می‌گردید، کمک کرد.
وی در مورد آموزش مقاله می‌نوشت و سخنرانی می‌کرد، همچنین عضو هیئت امنای کالج ولزلی بود. وی در سال ۱۹۱۹ میلادی سیستمی را برای «ترجمه» نشانه‌ها به موسیقی منتشر کرد. وی در اواخر زندگی خود (۱۹۴۸ تا ۱۹۵۱ میلادی) به عنوان کتاب‌دار در هوتل باربیزون در شهر نیویورک کار کرد.
در پنجاهمین سالروز گرامی‌داشت از فراغت وی از کالج ولزلی، تصویری از وینیفرد ادگرتون مِریل به دانشگاه کلمبیا هدیه داده شده و حالا این تصویر در یکی از تعمیرهای آکادمیک، با کتیبه «او دروازه را باز کرد»، آویخته شده‌است.